# Bracon tundracola
Bracon tundracola  (лат.) — вид паразитических наездников из семейства Braconidae. Дальний Восток России: Камчатский край (тундра, около вулкана Авачинская Сопка; найден на высоте 1000 м).

## Описание
Длина 3,4 мм. Основная окраска тела чёрная, ноги  тёмно-коричневые. Усики тонкие, нитевидые, состоят из 23-26 члеников. Вид был впервые описан в 2000 году российским гименоптерологом профессором Владимиром Ивановичем Тобиасом (ЗИН РАН, Санкт-Петербург) по типовым материалам с полуострова Камчатка. Включён в состав подрода  Lucobracon. Близок к виду Bracon steppecola.